# Rozwój Katowice
El Rozwój Katowice es un equipo de fútbol polaco de la ciudad de Katowice, en el voivodato de Silesia, fundado en 1925.

## Historia
El Rozwój Katowice fue fundado el 27 de noviembre de 1925 en Katowice, Alta Silesia, aunque su origen se remonta a 1919, cuando un club de gimnasia llamado Sokół Katowice-Brynów fundó una sección dedicada al fútbol juvenil. El 26 de enero de 1927 creó una sección de boxeo, y durante más de diez años empezaron a crearse nuevas categorías deportivas, como balonmano, atletismo, rugby, baloncesto y hasta ajedrez.
En 1939, el club logró ascender a la Klasa A, pero la invasión alemana a Polonia y el estallido de la Segunda Guerra Mundial congeló las competiciones de fútbol de Polonia, que perdió su independencia al ser anexionada por la Alemania Nazi. El Rozwój Katowice volvió a competir en 1946, una vez acabada la guerra. Durante varios años estuvo compitiendo entre la IV Liga y la III Liga, hasta ascender a la II Liga en el año 2000. Durante más de una década en la categoría de bronce, el Rozwój Katowice ascendió por primera vez a la I Liga, la segunda división de Polonia, y viéndose las caras con el GKS Katowice, siendo esta la primera vez que ambos clubes compiten en una misma categoría.